# صموئيل يختونين
صموئيل يختونين (بالفنلندية: Samuel Lehtonen)‏ هو قسيس فنلندي، ولد في 3 فبراير 1921 في هلسنكي في فنلندا، وتوفي في 20 أغسطس 2010.